# Esteban Arce
Esteban Arce is een provincie in het departement Cochabamba in Bolivia. De provincie heeft een oppervlakte van 1245 km² en heeft 37.152 inwoners (2012). De hoofdstad is Tarata.
Esteban Arce is verdeeld in vier gemeenten:
- Anzaldo
- Arbieto
- Tarata
- Sacabamba

Arani · 
Arque · 
Ayopaya · 
Bolívar · 
Capinota · 
Carrasco · 
Cercado · 
Chapare · 
Esteban Arce · 
Germán Jordán · 
Mizque · 
Narciso Campero · 
Punata · 
Quillacollo · 
Tapacarí · 
Tiraque